# Yunus Emre
Yunus Emre (turco [juˈnus emˈɾe]) (c.1238–c.1320) foi um poeta turco e místico sufista.

## Biografia
Yunus Emre exerceu muita influência na literatura turca, desde a sua época até os dias de hoje. Yunus Emre é, depois de Ahmet Yesevi e Sultan Walad, um dos primeiros poetas dos que se sabe que composeram os seus trabalhos no turco falado na sua altura e região antes que fazê-los em persa ou árabe que eram as linguæ francæ de aquele tempo, a sua dicção permanece muito próxima ao jeito de falar popular dos seus contemporários no centro e oeste da Anatólia. Esta também é a língua de vários poetas folclóricos anónimos, canções folclóricas, contos de fadas, enigmas (tekerlemeler), e provérbios.
Ele continua a ser uma figura popular em diversos países, desde o Azerbaijão até os Balcãs, com sete distanciadas localidades a disputar o privilégio de ter o seu túmulo. Os seus poemas, enquadrados dentro da tradição folclórica da Anatólia, muitas vezes tratam acerca do amor divino mas também do destino humano:
Yunus durur benim adım

Gün geçtikçe artar odum

İki cihanda maksûdum

Bana seni gerek seni.

Araya araya bulsam izini

İzinin tozuna sürsem yüzümü

Hak nasib eylese, görsem yüzünü

Ya Muhammed canım arzular seni

Bir mübarek sefer olsa da gitsem

Kâbe yollarında kumlara batsam

Mâh cemalin bir kez düşte seyretsem

Ya Muhammed canım pek sever seni

Ali ile Hasan-Hüseyin anda

Sevgisi gönülde, muhabbet canda

Yarın mahşer günü hak divanında

Ya Muhammed canım pek sever seni

"Yunus" senin medhin eder dillerde

Dillerde, dillerde, hem gönüllerde

Arayı arayı gurbet illerde

Ya Muhammed canım arzular seni - (Poema sobre Maomé, Ali, Haçane e Huceine).
O seu retrato está no dorso do bilhete de 200 liras turcas impresso em 2009.

## Galeria

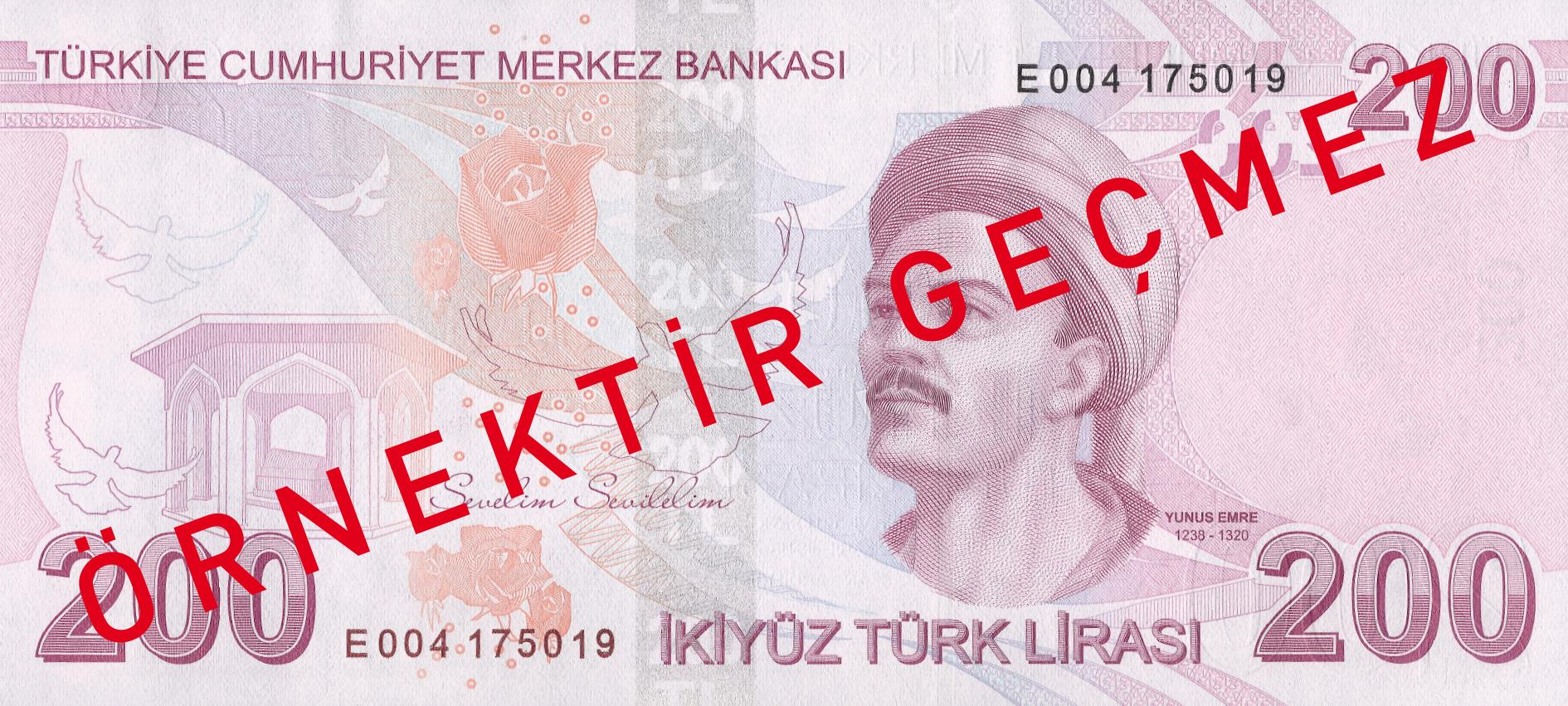
Reverse of the 200 lira banknote (2009)
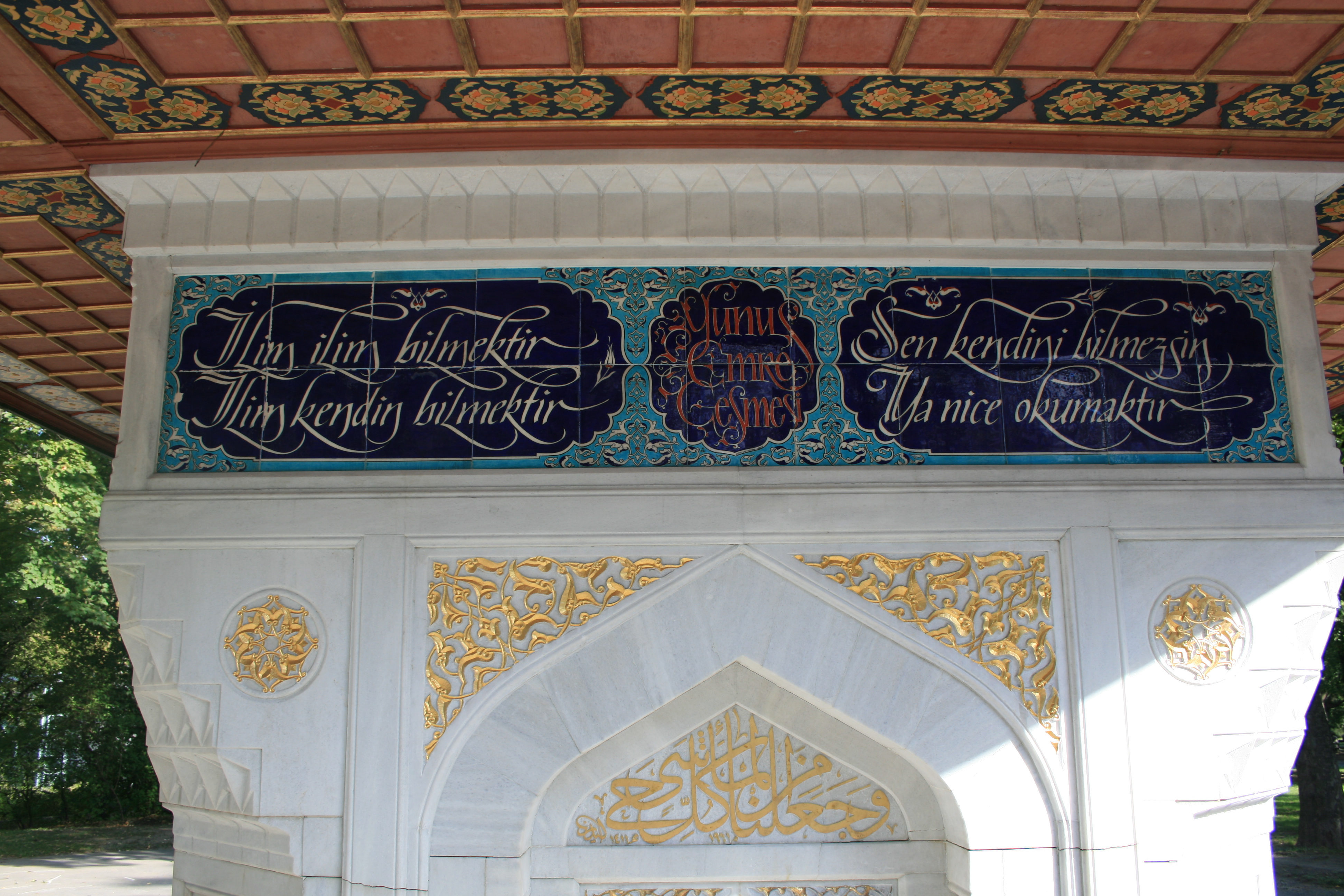
Detail of the Yunus Emre Fountain in the Türkenschanzpark [de], Vienna, Austria